# Acrochordum flagellatum
Acrochordum flagellatum är en mångfotingart som beskrevs av Carl Graf Attems 1899. Acrochordum flagellatum ingår i släktet Acrochordum och familjen Trachygonidae. Inga underarter finns listade i Catalogue of Life.